# Q (chaîne de télévision)
Q ou QTV (acronyme de Quality TeleVision) était une chaîne de télévision philippine appartenant à GMA Network, Inc. et Zoe Broadcasting Network. La chaîne a été lancée le 11 novembre 2005 et fermée le 20 février 2011, elle a été remplacée par GMA News TV.